# Victor Tourjansky
Victor Tourjansky (4 de março de 1891 - 13 de agosto de 1976) foi um diretor de cinema russo.

## Filmografia
- 1960: I cosacchi